# Cijanoza
Cijanoza (grč. kyanos) je modrilo kože i sluznica uzrokovano povećanom koncentracijom (više od 5 g/dL) reduciranog hemoglobina (manjkom kisika) u krvi (anoksemija), može doći i do manjka kisika u tkivu (anoksija).
Postoji cijanoza glave, gdje je zahvaćena koža glave i usnice, odnosno samo cijanoza udova.

## Uzroci
Uzroka ima više:
- usporen protok krvi u kapilarama
- funkcionalna nesposobnost pluća pri obogaćivanju krvi kisikom
- policitemija
- miješanje arterijske i venske krvi